# Cints de Can Blanc
Els Cints de Can Blanc són un seguit de cingles que assoleixen els 1.318,9 metres d'altitud la major part dels quals es troben al poble de La Corriu, al municipi de Guixers (Solsonès) però que en el seu extrem oriental s'endinsen dins el terme del poble de Bonner, al municipi de Gósol (Berguedà).